# Chilonopsis exulatus
Chilonopsis exulatus fue una especie de molusco gasterópodo de la familia Subulinidae en el orden de los Stylommatophora.

## Distribución geográfica
Fue endémica de Isla Santa Elena.